# Haspres
Haspres é uma comuna francesa na região administrativa de Altos da França, no departamento do Norte. Estende-se por uma área de 12.2 km². Em 2010 a comuna tinha 2 729 habitantes (densidade: 223,7 hab./km²).